# Rosca (Einheit)
Die Rosca, auch Rosga, war ein in verschiedenen Regionen Dalmatiens, wie Trogir, Omiš und Split, verwendetes Längenmaß. In Zadar und Scardona sowie auf den Inseln Pag, Rab und Brač wurde das Maß als Pertica bezeichnet, war aber gleich groß wie das von Omiš und Split. Das Maß entsprach der Rute.
- 1 Rosca = 7 Fuß (Venedig) = 2,4341 Meter
- Trogir: 1 Rosca = 6 ⅔ Fuß (Venedig) = 2,31823 Meter